# ジョーゼフ・ピューリツァー

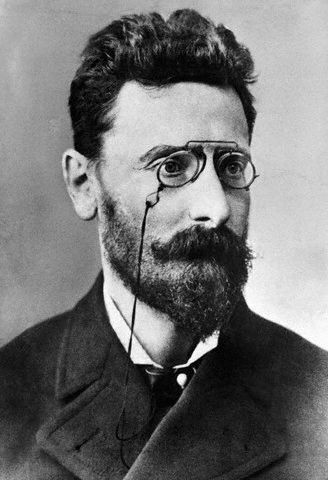
ジョーゼフ・ピューリツァー

ジョーゼフ・ピューリツァー（Joseph Pulitzer、[ˈpʊlɪtsər] PUUL-it-sər;、出生名プリツェル・ヨージェフ(Pulitzer József, ハンガリー語: [ˈpulit͡sɛr ˈjoːʒɛf]), 1847年4月10日 - 1911年10月29日）は、新聞出版者およびジャーナリスト、元アメリカ合衆国連邦下院議員。ジョセフ・ピューリッツァーとも表記される。
ピューリツァー賞は彼にちなんで設立された。

## 生涯

### 生い立ち
1847年4月10日、ハンガリーのチョングラード県マコーで、ユダヤ系の家庭に生まれる。初等教育を経て中等教育在学中に、1864年にアメリカへ移住し、北軍の陸軍兵士として南北戦争に従軍した。その後ミズーリ州セントルイスに定住した。コロンビア大学修了。

### 新聞社経営と議員活動
ここで彼は1868年にドイツ語の日刊新聞「ウェストリッヒ・ポスト Westliche Post」で働き始めた。彼は共和党に加わり、1869年にミズーリ州議会議員に選任された。1872年に彼は3,000ドルでポスト紙を購入した。その後、1878年には2,700ドルでセントルイス・ディスパッチ紙を買い、二紙を統合しセントルイスの日刊新聞、セントルイス・ポスト・ディスパッチ紙とした。 

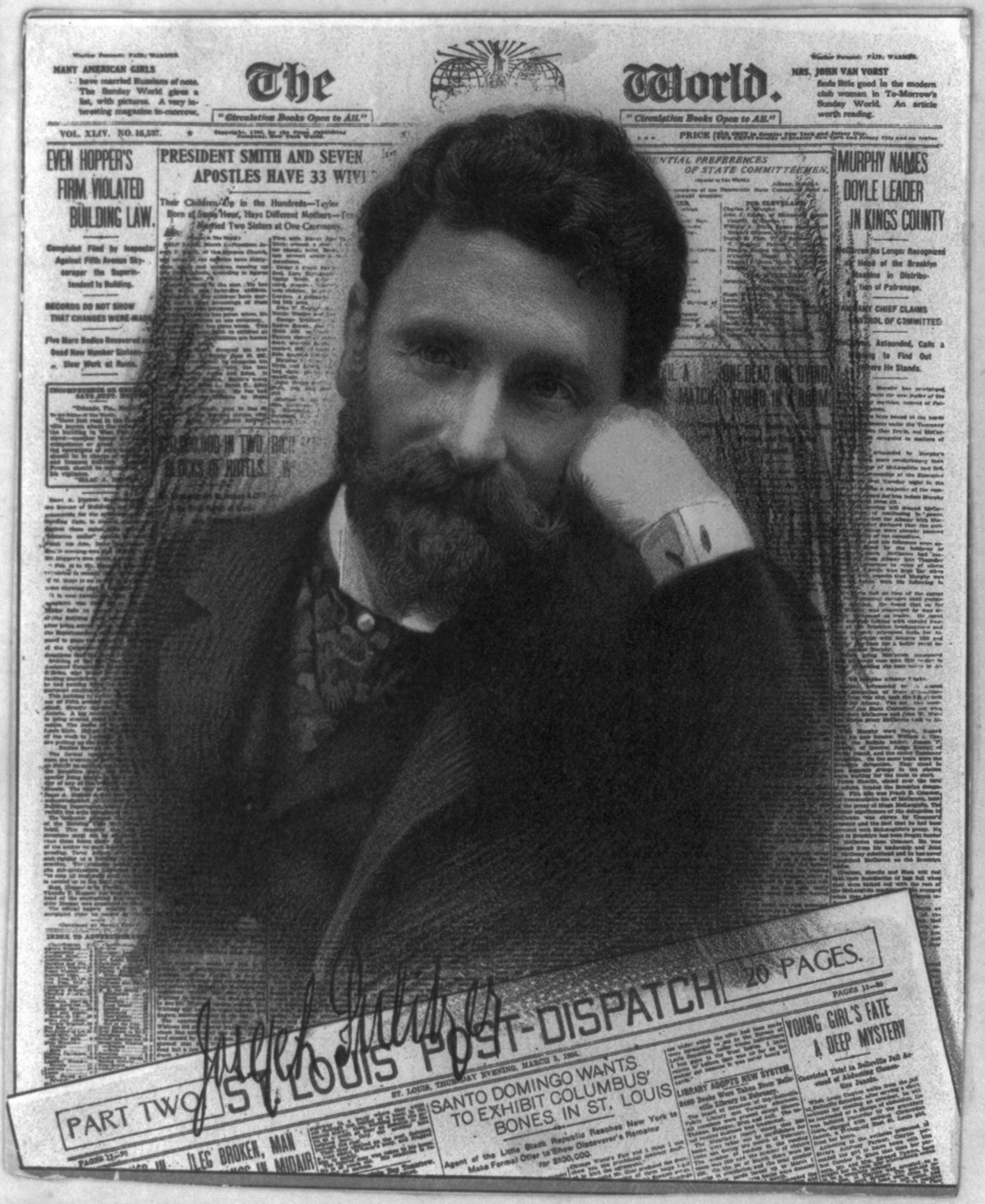
ジョーゼフ・ピューリツァー とThe New York World紙

1883年にピューリツァーはジェイ・グールドから346,000ドルでニューヨーク・ワールド紙を購入した。それは年間40,000ドルの赤字を出していた。ピューリツァーはワールド紙の焦点を、人間の興味の物語、スキャンダルおよび扇情主義へ移した。1885年、彼はアメリカ合衆国連邦下院議員に選任された。その購読者数は彼が同紙を購入した時点の15,000から600,000に達しアメリカで最大の新聞になった。1887年には、彼は有名なジャーナリスト、ネリー・ブライを雇用した。 
ライバルのニューヨーク・サン紙の編集者は、1890年に彼を「信仰心を放棄したユダヤ人」と呼んで、紙上で攻撃した。彼は新聞の財務管理を維持したが、ピューリツァーのユダヤ人の読者数を疎外すると意図した動きはピューリツァーの健康を急速に悪化させた。また、彼は主筆の職を辞任した。
1895年2月、移民街を描いたリチャード・F・アウトコールトのマンガ『ホーガン横丁』の転載（『トルース』誌から）を行う。以後、新作が不定期掲載される。
1895年には、ウィリアム・ランドルフ・ハーストがニューヨーク・ジャーナル紙を購入した。それは、ピューリツァーのワールド紙と同紙との間のジャーナリズム戦争に結びついた。米西戦争の前および戦争の間のハーストとのこの競争は、ピューリツァーの名前をイエロー・ジャーナリズムと結びつけた。1896年（1895年5月との説あり）にはワールド紙がカラー化を始めた。これは当時の革新技術だった。 
ワールド紙が1909年にフランスパナマ運河会社に対するアメリカによる4,000万ドルの詐欺の報酬を暴露した後、ピューリツァーは、セオドア・ルーズベルトとJPモルガンを誹謗したことで起訴された。法廷は、報道の自由の勝利の中で、起訴を差し戻した。

### ジャーナリズムの学校設立への申し出
1892年にピューリツァーはコロンビア大学の学長セス・ロウに世界初のジャーナリズムの学校を設立する金銭を提供することを申し出た。大学は最初にその申し出を拒絶した。1902年、コロンビア大学の新学長ニコラス・マレー・バトラーは、学校の設立および賞の計画に理解を示した。しかし、ピューリツァーのこの夢は彼の死後まで実現しなかった。ピューリツァーは、彼の意志に基づき大学に200万ドルを残した。それは1912年のコロンビア大学ジャーナリズム大学院の設立に結びついた。しかし、ジャーナリズムの最初の学校はミズーリ大学に作られた。1917年には、最初のピューリッツァー賞がピューリツァーの遺志に基づき与えられた。また、コロンビア大学ジャーナリズム大学院は今なお世界で最も有名な学校の一つである。

### 死去

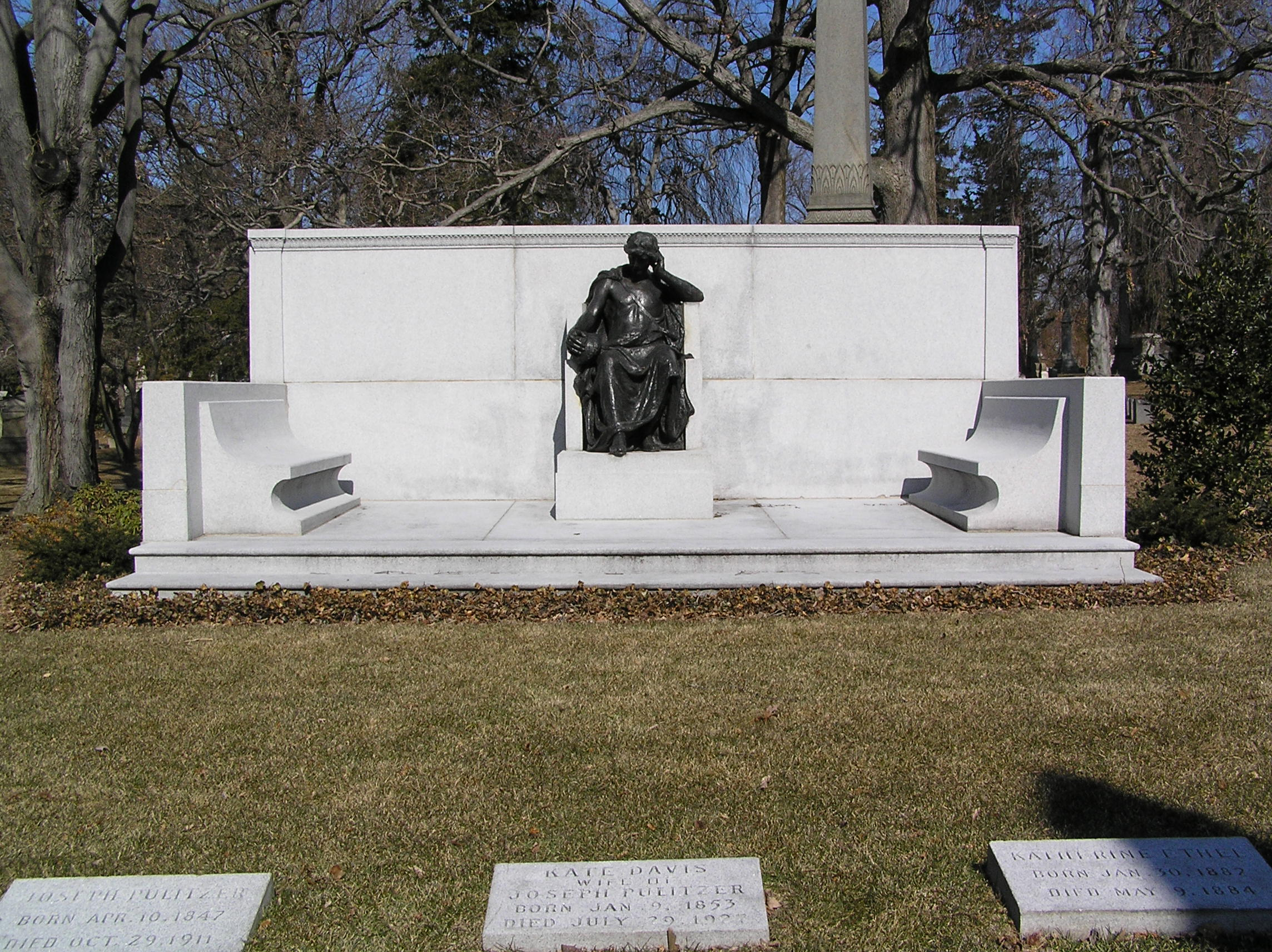
ウッドローン墓地にある墓

ジョーゼフ・ピューリツァーは1911年に、サウスカロライナ州チャールストンの湾の彼のヨットで死去した。彼はニューヨーク州ブロンクス区のウッドローン墓地に埋葬されている。

## 後年
ピューリツァーの名を冠したピューリツァー社（Pulitzer,_Inc.）が、セントルイス・ポスト・ディスパッチをはじめとする複数の新聞の発行会社として2005年まで存在していた。2005年にピューリツァー社は同業のリー・エンタープライゼス（Lee_Enterprises）に14億ドルで身売りされている。また、1999年にはローカルテレビ局を運営する部門を、かつての宿敵だったハースト社のグループ企業に売却している。